# Pat Calathes
Patrick Sean Calathes, detto Pat (in greco Πάτρικ Σων Καλάθης?, traslitterato Patrik Sōn Kalathīs; Casselberry, 12 dicembre 1985), è un ex cestista statunitense naturalizzato greco, di ruolo ala grande.
È il fratello di Nick Calathes.

## Carriera
Il 4 gennaio 2017 viene ingaggiato dalla Pallacanestro Cantù.

## Palmarès

### Squadra
- Campionato israeliano: 1

Maccabi Haifa: 2012-13
- Campionati kazaki: 2

Astana: 2014, 2015
- Coppa di Grecia: 1

Panathinaikos: 2011-12
- Coppa del Kazakistan: 1

Astana: 2014

### Individuale
- Campione Atlantic 10 Tournament (2008)
- Ligat ha'Al MVP finali: 1

Maccabi Haifa: 2012-13